# 山本麻貴
山本 麻貴（やまもと まき、1991年10月17日 - ）は、静岡県出身の女優、タレント。太田プロダクション→MSエンタテインメント所属。

## 人物
- 特技：ダンス（ヒップホップ・ジャズ・タップ）、たこ焼き回し [1]
- 趣味：テニス・音楽鑑賞[1]
- 資格：文書デザイン1級・簿記検定2級、情報処理検定2級・ワープロ検定3級、英検3級[1]

## 略歴
- 2010年春に太田プロダクション主催のオーディションに合格してデビューを果たした[2]。

## 出演

### 映画
- TENBATSU（2010年9月4日公開、アムモ98）
- もし高校野球の女子マネージャーがドラッカーの『マネジメント』を読んだら（2011年6月4日公開、東宝） - チアリーディング部長 役
- 地球防衛ガールズP9（2011年11月26日公開） - 赤沼七瀬 役

### テレビドラマ
- Q10（2010年10月 - 12月、日本テレビ） - 重松良枝 役
- 土曜ワイド劇場「逆転報道の女1」（2012年2月18日、朝日放送） - 橘由麻 役

### バラエティ
- ダチョ・リブレ　（2011年9月 -2012年7月 、テレ朝チャンネル） - 「へらクレス」に出演

### ウェブテレビ
- Love or Delete（2020年5月30日 - 6月27日、ABEMA)[3]

## 作品

### DVD
- 純愛マジック（2011年3月25日、イーネット・フロンティア）